# Lingyuan
Koordinaten: 41° 15′ N, 119° 24′ O

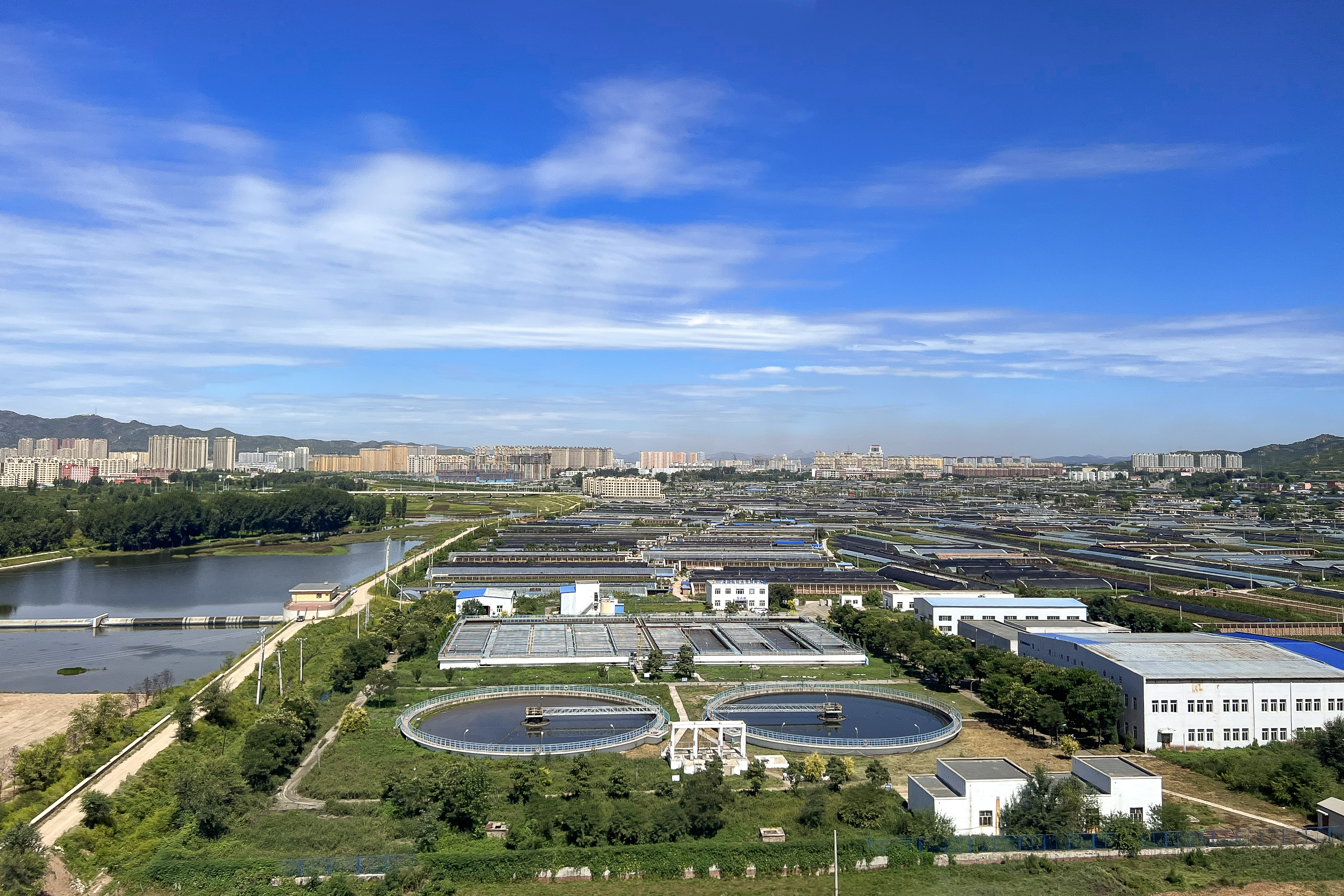
Stadt Lingyuan

Die Stadt Lingyuan (chinesisch 凌源市, Pinyin Língyuán Shì) ist eine kreisfreie Stadt der bezirksfreien Stadt Chaoyang im Westen der Provinz Liaoning in der Volksrepublik China. Sie hat eine Fläche von 3.285 km² und zählt 540.832 Einwohner (Stand: Zensus 2020).
Die Niuheliang-Stätte (Niuheliang yizhi 牛河梁遗址) – eine neolithische Fundstätte der Hongshan-Kultur – steht seit 1988 auf der Liste der Denkmäler der Volksrepublik China (3-195).

## Persönlichkeiten
- Bai Lichen (* 1941), Politiker